# Acteocina
Acteocina es un género de caracoles marinos muy pequeños, caracoles burbuja, moluscos gasterópodos opistobranquios marinos de la familia Tornatinidae, caracoles burbujas de canoa o caracoles burbuja cáliz.

## Especies
Las especies del género Acteocina incluyen:
| - Acteocina androyensis Bozzetti, 2009 - Acteocina apicina (Gould, 1859) - Acteocina apiculata (Tate, 1879) - Acteocina atrata Mikkelsen & Mikkelsen, 1984 - Acteocina bermudensis (Vanatta, 1901) - Acteocina bullata (Kiener, 1834) - Acteocina canaliculata (Say, 1826) - Acteocina candei (d’Orbigny, 1841) - Acteocina capitata (Pilsbry, 1895) - Acteocina carinata (Carpenter, 1857) - Acteocina cerealis (Gould, 1853) - Acteocina conspicua (Preston, 1908) - Acteocina crithodes Melville & Standen, 1907 - Acteocina culcitella (Gould, 1853) - Acteocina decorata (Pilsbry, 1904) - Acteocina decurrens (Verrill & Bush, 1900) - Acteocina estriata (Preston, 1914) - Acteocina eumicra (Crosse, 1865) - Acteocina excerta (Hedley, 1903) - Acteocina exilis (Dunker, 1860) - Acteocina eximia (Baird, 1863) - Acteocina fusiformis A. Adams, 1854 | - Acteocina gordonis (Yokoyama, 1927) - Acteocina gracilis (A. Adams, 1850) - Acteocina hadfieldi (Melvill & Standen, 1896) - Acteocina harpa (Dall, 1871) - Acteocina inconspicua (H. Adams, 1872) - Acteocina inculta (Gould & Carpenter, 1857) - Acteocina infrequens (C. B. Adams, 1852) - Acteocina involuta (G. Nevill & H. Nevill, 1871) - Acteocina isselii (Pilsbry, 1893) - Acteocina kesenensis Nomura & Hatai, 1935 - Acteocina knockeri (E. A. Smith, 1871) - Acteocina kristenseni De Jong & Coomans, 1988 - † Acteocina lajonkaireana (Basterot, 1825) - Acteocina lata Valdés, 2008 - Acteocina lepta Woodring, 1928 - Acteocina liratispira (E. A. Smith, 1872) - Acteocina mucronata (Philippi, 1849) - Acteocina nanshaensis Lin, 1991 - Acteocina nitens (Thiele, 1925) | - Acteocina oldroydi Dall, 1925 - Acteocina olivaeformis (Issel, 1869) - Acteocina orientalis Lin, 1983 - Acteocina parviplica (Dall, 1894) - Acteocina perplicata (Dall, 1889) - Acteocina protracta (Dautzenberg, 1889) - Acteocina recta''(d’Orbigny, 1841) - Acteocina sandwicensis Pease, 1860 - Acteocina simplex (A. Adams, 1850) - Acteocina singaporensis (Pilsbry, 1893) - Acteocina smirna Dall, 1919 - Acteocina smithi Bartsch, 1915 - Acteocina tohokuensis (Nomura, 1939) - Acteocina townsendi (Melvill, 1898) - Acteocina truncatoides (Nomura, 1939) |

Especies puestas en sinonimia
- Acteocina agulhasensis (Thiele, 1925): sinónimo de Cylichnella agulhasensis (Thiele, 1925)
- Acteocina angustior Baker & Hanna, 1927: sinónimo de Acteocina infrequens (C. B. Adams, 1852)
- Acteocina bidentata (d'Orbigny, 1841): sinónimo de Cylichnella bidentata (d’Orbigny, 1841)
- Acteocina biplex (A. Adams, 1850): sinónimo de Truncacteocina biplex (A. Adams, 1850)
- Acteocina chowanensis Richards, 1947: sinónimo de Acteocina canaliculata (Say, 1826)
- Acteocina coarctata (A. Adams, 1850): sinónimo de Truncacteocina coarctata (A. Adams, 1850)
- Acteocina hawaiensis Pilsbry, 1921: sinónimo de Truncacteocina hawaiensis (Pilsbry, 1921)
- Acteocina intermedia Willett, 1928: sinónimo de Acteocina eximia (Baird, 1863)
- Acteocina magdalenensis Dall, 1919: sinónimo de Acteocina infrequens (C. B. Adams, 1852)
- Acteocina matusimana (Nomura, 1939): sinónimo de Decorifer matusimanus (Nomura, 1939)
- Acteocina minuscula Turton, 1932: sinónimo de Cylichnella minuscula (Turton, 1932)
- Acteocina natalensis Barnard, 1963: sinónimo de Acteocina fusiformis A. Adams, 1854
- Acteocina oryza (Totten, 1835): sinónimo de Cylichnella oryza (Totten, 1835)
- Acteocina oryzaella Habe, 1956: sinónimo de Truncacteocina oryzaella (Habe, 1956)
- Acteocina oyamai Kuroda & Habe, 1954: sinónimo de Truncacteocina oyamai (Kuroda & Habe, 1954)
- Acteocina voluta (Quoy & Gaimard, 1833): sinónimo de Tornatina decorata Pilsbry, 1904